# 春陽
春陽（しゅんよう）は、2001年（平成13年）に北陸農業試験場によって育成されたイネ（稲）の品種。低グルテリン品種の一つ。旧系統名は「北陸183号」。「エルジーシー1」と「北陸153号」とを交配し、腎臓病患者の病態食向けに育成された。また、麹および酵母が消化できる水溶性かつ易消化性蛋白質が少ないため、雑味の原因となるアミノ酸の量を減らした淡麗な清酒を造ることができる。健康で、春を迎えることをイメージして命名された。

## 概要
宮城県から宮崎県にかけて栽培されている。熟期は、北陸では早生の晩。玄米の千粒重は28gと極大粒である。「ひとめぼれ」と比べると、熟期は約5日遅く、収量は高い。玄米の外観品質は明らかに劣る。
グルテリン含有率は「エルジーシー1」と同程度で、一般品種の3分の1程度である。粒が大きいため、精白してさらに下げることも可能であるが、玄米が柔らかいため精米の際には注意が必要である。食味は、「エルジーシー1」よりは良いものの、「ホウネンワセ」並みであり通常米と比べると同程度かやや劣る。タンパク質の摂取制限が必要な慢性腎不全患者の食事療法に利用される。
また、大粒の低タンパク米であることから酒造用の掛米としても利用されており、麹米としても麹菌が利用できる水溶性のタンパク質が少ない特性を生かしてアミノ酸が少なく、雑味の少ない淡麗な酒を作ることができる。特に、新潟県柏崎市にある原酒造株式会社では「初摘み春陽」という名前で製品化している。子品種に「吟さやか」がある。